# David Eigenberg
David Eigenberg (Manhasset, New York, 17 mei 1964) is een Amerikaans acteur. Eigenberg werd bekend als Steve Brady, de vriend van Miranda Hobbes uit de serie Sex and the City. Eigenberg was in die rol ook in de gelijknamige speelfilm Sex and the City te zien.
Naast filmrollen speelde de voormalige marinier ook gastrollen in onder meer The Cosby Show, Third Watch, The King of Queens en Monk.

## Filmografie
- Rude Awakening (1989) - Lawrence
- By a Thread (1990) - Rol onbekend
- In the Spirit (1990) - Klusjesman #1
- How to Murder a Millionaire (Televisiefilm, 1990) - Louche handelaar
- The Cosby Show Televisieserie - Rol onbekend (Afl., Theo's Future, 1992)
- Daybreak (Televisiefilm, 1993) - Bucky
- Homicide: Life on the Street Televisieserie - Alex Robey (Afl., Sniper: Part 2, 1996|Prison Riot, 1996)
- The Practice Televisieserie - Openbaar aanklager Harvey Welk (Afl., Part I, 1997|Part V, 1997|Part VI, 1997)
- A Perfect Murder (1998) - Stein
- Charlie Hoboken (1998)| - Mario
- Coming Soon (1999) - Andy (Niet op aftiteling)
- Soldier of Fortune, Inc. Televisieserie - Nick Delvecchio (Afl., Critical List, 1999|Welcome to Bent Copper, 1999|Reasonable Doubts, 1999)
- Sam the Man (2000) - Man bij boeklezing
- Cosby Televisieserie - Rol onbekend (Afl., Raising Paranoia, 2000)
- The Beat Televisieserie - Craig Newell (Afl. onbekend, 2000)
- Madigan Men Televisieserie - Fred (Afl., The Strike, 2000)
- Ed Televisieserie - Jeff Alexander (Afl., Loyalties, 2001|Live Deliberately, 2001|Mind Over Matter, 2001)
- Hung-Up (2002) - Frankie
- The Mothman Prophecies (2002) - Ed Fleischman
- Third Watch Televisieserie - Agent Benny Ross (Afl., Superheroes: Part 1 & 2, 2002)
- The American Embassy Televisieserie - Dewey Johnson (Afl., Pilot, 2002)
- King of Queens Televisieserie - Jake (Afl., Flash Photography, 2002)
- Sex and the City Televisieserie - Steve Brady (41 afl., 1999-2004)
- Touching Evil Televisieserie - Spenser (Afl., Entropy, 2004)
- Garfield (2004) - Nermal (Stem)
- The Jury Televisieserie - Gordon Pryor (Afl., The Boxer, 2004)
- The 4400 Televisieserie - Carl Morrissey (Afl., The New and Improved Carl Morrissey, 2004)
- Around the Bend (2004) - John
- Without a Trace Televisieserie - Teddy Cota (Afl., Light Years, 2004)
- Everwood Televisieserie - Chris Templeman (Afl., Shoot the Moon, 2004)
- Washington Street (Televisiefilm, 2005) - David
- Love, Ludlow (2005) - Reggie
- Judging Amy Televisieserie - Jerry Lambert (Afl., Happy Borthday, 2005)
- Ghost Whisperer Televisieserie - Hank Dale (Afl., The Crossing, 2005)
- CSI: Crime Scene Investigation Televisieserie - Gavin McGill (Afl., Toe Tags, 2006)
- Driftwood (2006) - Norris
- Close to Home Televisieserie - Greg Paulson (Afl., Road Rage, 2007)
- Monk Televisieserie - Tim Hayden (Afl., Mr. Monk Makes a Friend, 2007)
- Raines Televisieserie - Charles Newman (Afl., Inner Child, 2007)
- The Trouble with Romance (2008) - Paul
- Sex and the City (2008) - Steve Brady
- See You in September (2008) - Max
- Robosapien: Rebooted (2009) - Allan
- ncis (2009) - Ted Bankston
- Sex and the City 2 (2010) - Steve Brady
- Chicago Fire (2012-heden) - Christopher Hermann

- International Standard Name Identifier: 0000 0000 4839 0627
- Library of Congress Control Number: no2004082586
- MusicBrainz: ef81406f-72bc-4799-8272-21068d427b4d
- Nationale Bibliotheek van Tsjechië: xx0157764
- Virtual International Authority File: 21859596
- WorldCat: E39PBJymByRVhcdPKytpcyFtKd